# ГЕС Біказ-Стежару
ГЕС Біказ-Стежару — ГЕС на річці Бистриця, неподалік від міста Біказа, Румунія.
Проект було розпочато та закінчено у 1950-х роках. Складається з дамби, водосховища та гідроелектростанції.
Дамба є залізобетонною конструкцією заввишки 127 м; воно утворило і утримує водосховище Біказ.
Водосховище — найбільше штучне озеро Румунії . Водосховище відіграє велику роль у захисті земель від повеней. Водосховище комплексного призначення: зрошення, туризм, електроенергетика
ГЕС обладнана шістьма турбінами (4х27.5 MW та 2х50 MW) загальною встановленою потужністю 210 МВт та виробляє в середньому 500 ГВт-год електроенергії на рік при коефіцієнті потужності 30 %; за перші 50 років з моменту введення в експлуатацію було вироблено понад 20 мільярдів МВт-год електроенергії.